# Pierre Van Huffel
Pierre (en néerlandais : Pieter) Van Huffel est un peintre d'histoire et un fabricant cotonnier baptisé à Grammont (Flandre-Orientale, Belgique) le 17 avril 1769 et mort à Gand (Flandre-Orientale, Belgique) le 12 août 1844.

## Famille
Il est le fils d'Ambroise-François Van Huffel et de Caroline Sergeant. Il épouse à Grammont le 9 mai 1797 Marie-Antoinette Van Damme, fille de Pierre-Jean et de Anne-Marie Pletinckx, dont il eut quatre enfants :
1. Flavie-Mélanie, née à Grammont le 1er septembre 1799 et décédée le 20 juillet 1872, épouse de Louis Ceuterick.
2. Marie-Camille-Caroline, née à Grammont le 13 août 1801 et décédée à Gand le 28 avril 1881, épouse de Pierre-Eugène-Charles Guéquier.
3. Eugène-Barthélémy-Charles, avocat, bâtonnier de l'ordre des avocats à Gand, conseiller provincial de Flandre-Orientale et membre de la Chambre des représentants, né à Gand le 14 juillet 1803 et décédé à Gand le 26 juin 1859, époux d'Ida-Marie De Ruyck.
4. Gabrielle-Joséphine, née à Gand le 6 septembre 1806 et décédée à Gand le 8 avril 1888, épouse de Napoléon-Liévin-Bernard de Pauw, avocat, professeur de droit à l'université de Gand de Gand, échevin de Gand.

## Formation
Il apprend les premiers éléments du dessin aux côtés de son oncle et parrain Pierre Canivé (1738-1823), restaurateur de tableaux à Grammont. Il suit ensuite des cours de dessins à l'Académie royale des beaux-arts de Gand où il remporte un premier prix en 1786 et en 1788. Il poursuit sa formation durant sept ans à Anvers puis à Malines auprès du peintre Guillaume Herreyns. En 1798, il séjourne quelques mois à Paris où il visite les salons d'art ainsi que les musées, copie les maîtres anciens et travaille brièvement dans l'atelier de Jacques-Louis David.

## Carrières

### Carrière artistique
Durant la période française (1795-1815), il est nommé directeur-artiste (1805) puis professeur (1814) à l'Académie royale des beaux-arts de Gand. En 1811, il est nommé président perpétuel de la Société royale des beaux-arts et de littérature de Gand qu'il avait fondé en 1808 avec d'autres artistes. Le 31 mars 1810, le maire de Gand le désigne comme conservateur du Musée des beaux-arts de Gand.
Durant la période du royaume uni des Pays-Bas (1815-1830), son atelier reçoit en juin 1819 la visite du prince et de la princesse d'Orange. Ces derniers lui commande dix toiles pour décorer leur chapelle particulière à La Haye (Pays-Bas). À la suite de la livraison des cinq premières toiles, il est nommé peintre honoraire de S.A.R. la Princesse d'Orange. À cette époque, il devient également membre correspondant de l'Institut royal des Pays-Bas.

### Carrière industrielle
À partir de 1813, Pierre Van Huffel est également mentionné comme propriétaire d'une filature de coton située Oudevest à Gand, où il installe en 1823 une des premières machines à vapeur de l'industrie cotonnière gantoise. Cette filature de coton reprise successivement par ses beaux-fils, Louis Ceuterick puis Pierre-Eugène-Charles Guéquier devint la filature Desmet-Guéquier, dont les bâtiments abritent aujourd'hui le Musée d'archéologie industrielle et du textile de Gand.

### Mandats politiques
Sous le royaume uni des Pays-Bas (1815-1830), il est nommé membre de la régence de la ville de Gand et suppléant aux États provinciaux.

## Œuvres répertoriées

### Portraits et sujets d'histoire
Ses premiers portraits datent de la période autrichienne. Il peint notamment celui du cardinal Jean-Henri de Frankenberg, archevêque de Malines, ainsi que, vers 1793-1794, celui de l'empereur François II.
Durant la période française, il peint celui de Napoléon Bonaparte, premier consul conservé au Musée royal des beaux-arts d'Anvers, puis ceux de diverses personnalités officielles: les préfets du département de l'Escaut Guillaume-Charles Faipoult (1808) et Frédéric-Christophe d'Houdetot (1810) tous deux conservés au Musée de la Bijloke à Gand, les évêques de Gand Maurice de Broglie (1808) et Étienne Fallot de Beaumont (1813) tous deux conservés au palais épiscopal de Gand ainsi que les maires de Gand Pierre Joseph Pycke (1808) et Josse van der Haeghen.
Il est surtout cité pour avoir dessiné au crayon les portraits des quatre ministres américains qui signèrent le Traité de Gand le 24 décembre 1814 et peint celui de l'ambassadeur américain John Quincy Adams (1815) conservé à la Smithsonian Institution à Washington.
En ce qui concerne la période du royaume uni des Pays-Bas, les deux tableaux d'histoire les plus cités sont celui représentant S.A.R. le Prince d'Orange visitant la fabrique de Jean Rosseel à Gand datant de 1818 et conservé au Musée de la Bijloke à Gand et celui représentant Le chanoine Triest et M. Kervyn de Volkaertsbeke, échevin de Gand se présentant à l'audience de S.M. le Roi des Pays-Bas. De cette époque datent également les portraits de chanoines Pierre-Joseph Triest et de Meulenaere (1824) conservés au palais épiscopal de Gand.

### Sujets religieux
Les tableaux religieux les plus cités sont Le miracle de Saint-Landoald (1808) à la cathédrale Saint-Bavon à Gand ainsi qu'un Saint Pierre et un Saint Paul à l'église Saint-Jacques à Gand.
Parmi ses autres compositions religieuses, sont également cités:
- une série de tableaux représentant les Mystères du Rosaire (vers 1795), un Jésus au milieu des docteurs (1804) ainsi qu'un Couronnement de la Vierge à l'église Saint-Nicolas de Willebroek[13].
- un Christ souffrant et une Sainte Agnès, exposés au Salon de Gand de 1796[4].
- un Calvaire (vers 1800) à l'église Notre-Dame de Mariakerke.
- Les disciples d'Emmaüs (1810) à l'église Saint-Denis de Wannegem-Lede[24].
- une Présentation de la Sainte Vierge au Temple (1817) couronné d'une médaille d'or par la Société des Beaux-Arts et des Lettres de Gand[25].
- Le martyre de Saint Adrien (1818) à église Saint-Bartolomé de Grammont[24].
- une Résurrection (1836) conservée au Musée des beaux-arts de Gand[26]
- une Délivrance de Saint Pierre à l'église de Merchtem[24].

## Style
Pierre Van Huffel est un des représentants de la peinture néoclassique en Belgique.